# ラグビーイングランド代表
ラグビーイングランド代表（ラグビーイングランドだいひょう）は、ラグビー・フットボール・ユニオンにより組織される、イングランドのラグビーユニオンのナショナルチームである。エンブレムは薔薇。A代表は「サクソンズ（Saxons）」の愛称を持ち、チャーチャルカップに参加している。

## 概要
1871年にスコットランドと最古のテストマッチが行われ、現在はスコットランド・ウェールズ・アイルランド・フランス・イタリアとともにシックス・ネイションズを形成。北半球における最強国の一つとなっている。
ラグビーワールドカップ1991では、カーリング、ガスコット、アンダーウッドら多彩なバックス陣を擁しながらも、決勝まではSOアンドリューのキックによるアップアンドアンダーに徹し、内外から批判を浴びた。しかしその戦法によって勝ちあがると、トゥイッケナムで行われた決勝では突如としてバックスに回す展開ラグビーを披露したもののオーストラリアに6-12で惜敗し、地元優勝はできなかった。
ラグビーワールドカップ2003念願の北半球で初めての優勝を果たした。決勝の相手は、12年前の決勝で敗れたそのオーストラリアであったが、延長戦までの激戦となった。スタンドオフのジョニー・ウィルキンソンがドロップキックを決め、20-17で相手の地元優勝をも阻止し、12年前の汚名をようやく返上した。
地元開催のラグビーワールドカップ2015は初戦のフィジー戦には勝利したが、ウェールズには敗退、オーストラリアには大敗を喫すなどイングランド、そして開催国として初の予選リーグ敗退という屈辱を受けることとなった。
ラグビーワールドカップ2019では、プール戦を3勝1分の1位で通過（フランス戦のみ台風19号の影響で中止）。準決勝では前回王者のニュージランドを19-7で破り、イングランドとしてはラグビーワールドカップ2007以来となる3大会・12年ぶりの決勝進出を果たした。決勝では南アフリカに12-32で敗れ準優勝に終わった。

## 本拠地
| ワールドラグビー男子ランキング 上位20チーム（2025年7月21日時点） | ワールドラグビー男子ランキング 上位20チーム（2025年7月21日時点） | ワールドラグビー男子ランキング 上位20チーム（2025年7月21日時点） | ワールドラグビー男子ランキング 上位20チーム（2025年7月21日時点） |
| 順位                                                             | 変動*                                                            | チーム                                                           | ポイント                                                         |
| ---------------------------------------------------------------- | ---------------------------------------------------------------- | ---------------------------------------------------------------- | ---------------------------------------------------------------- |
| 1                                                                | 増減なし                                                         | 南アフリカ共和国                                                 | 092.78                                                           |
| 2                                                                | 増減なし                                                         | ニュージーランド                                                 | 092.06                                                           |
| 3                                                                | 増減なし                                                         | アイルランド                                                     | 089.83                                                           |
| 4                                                                | 増減なし                                                         | フランス                                                         | 087.82                                                           |
| 5                                                                | 増減なし                                                         | イングランド                                                     | 087.64                                                           |
| 6                                                                | 増減なし                                                         | オーストラリア                                                   | 082.08                                                           |
| 7                                                                | 増減なし                                                         | アルゼンチン                                                     | 082.05                                                           |
| 8                                                                | 増減なし                                                         | スコットランド                                                   | 081.57                                                           |
| 9                                                                | 増減なし                                                         | フィジー                                                         | 080.50                                                           |
| 10                                                               | 増減なし                                                         | イタリア                                                         | 077.77                                                           |
| 11                                                               | 増減なし                                                         | ジョージア                                                       | 074.69                                                           |
| 12                                                               | 増減なし                                                         | ウェールズ                                                       | 074.05                                                           |
| 13                                                               | 増減なし                                                         | サモア                                                           | 072.48                                                           |
| 14                                                               | 増減なし                                                         | 日本                                                             | 072.29                                                           |
| 15                                                               | 増減なし                                                         | スペイン                                                         | 069.12                                                           |
| 16                                                               | 増減なし                                                         | アメリカ合衆国                                                   | 068.45                                                           |
| 17                                                               | 増減なし                                                         | ウルグアイ                                                       | 067.52                                                           |
| 18                                                               | 増減なし                                                         | ポルトガル                                                       | 066.44                                                           |
| 19                                                               | 増減なし                                                         | トンガ                                                           | 065.46                                                           |
| 20                                                               | 増減なし                                                         | チリ                                                             | 063.83                                                           |
| 21                                                               | 増減なし                                                         | ルーマニア                                                       | 062.67                                                           |
| 22                                                               | 増減なし                                                         | ベルギー                                                         | 061.20                                                           |
| 23                                                               | 増減なし                                                         | 香港                                                             | 059.98                                                           |
| 24                                                               | 2                                                                | ジンバブエ                                                       | 058.80                                                           |
| 25                                                               | 1                                                                | カナダ                                                           | 057.75                                                           |
| 26                                                               | 1                                                                | オランダ                                                         | 057.01                                                           |
| 27                                                               | 2                                                                | ナミビア                                                         | 056.86                                                           |
| 28                                                               | 増減なし                                                         | ブラジル                                                         | 055.90                                                           |
| 29                                                               | 増減なし                                                         | スイス                                                           | 055.26                                                           |
| 30                                                               | 増減なし                                                         | ポーランド                                                       | 054.06                                                           |
| *前週からの変動                                                  |                                                                  |                                                                  |                                                                  |
| イングランドのランキングの推移                                   |                                                                  |                                                                  |                                                                  |
| 生のグラフデータを参照/編集してください.                         |                                                                  |                                                                  |                                                                  |
| 出典: ワールドラグビー 推移グラフの最終更新: 2025年7月21日       |                                                                  |                                                                  |                                                                  |
|                                                                  | 現在、技術上の問題で一時的にグラフが表示されなくなっています。   |                                                                  |                                                                  |

ホームスタジアムはロンドン郊外のトゥイッケナム・スタジアム（アリアンツ・スタジアム）。練習場はロンドン西部のペニーヒルパークホテルである。

## 応援歌

### Swing Low, Sweet Chariot
詳細は「ラグビー・フットボール・ユニオン#イングランド代表応援歌に関する議論」を参照。
イングランド代表応援歌として『Swing Low, Sweet Chariot（スウィング・ロウ、スウィート・チャリオット、「静かに揺れろ、愛しの戦車よ」という意味）』がある。試合前や試合中など、観客がスタジアムで歌う。曲自体は、20世紀はじめからよく知られたもので、応援歌となる前にも多くのミュージシャンによってリリースされている。
国際試合では、1988年3月19日にトゥイッケナム・スタジアムで行われたファイブ・ネーションズのアイルランド戦において、イングランドサポーターたちによって『Swing Low, Sweet Chariot』が試合中に歌われた。試合は、イングランド代表が劇的な逆転勝利をした（前半は0-3でリードされ、35-3で試合終了）。以後、イングランド代表応援歌として定着し、イングランド代表のテストマッチなどで歌われている。
ワールドカップ1991では、イングランド代表のテーマ曲となり、「Union featuring the England World Cup Squad」が歌唱し、イギリスのシングルチャートで16位となった。
ワールドカップ2015イングランド大会にちなみ、歌手Ella Eyreは、トゥイッケナム・スタジアムを舞台にして、イングランド代表選手たちも出演したミュージックビデオを発表している。

#### 応援歌禁止に関する議論
2020年5月にアメリカ合衆国では「ジョージ・フロイドの死」をきっかけに、ブラック・ライブズ・マター運動（Black Lives Matter）の高まりが起きた。これを受けて、6月にイングランドラグビー協会（RFU）は、『Swing Low, Sweet Chariot』について、イングランド代表応援歌としての使用を禁止することを検討していると発表した。
その理由は、『Swing Low, Sweet Chariot』が1860年代にアメリカ黒人奴隷から生まれた鎮魂歌であり、曲の由来や意義と異なる使い方であるため。
これにより2020年以降、『Swing Low, Sweet Chariot』をイングランド代表応援歌として使用することについて賛否の議論が起きたが、結局、禁止にはなっていない。
ワールドカップ2023（フランス大会）でも、イングランド代表が出場する試合会場で『Swing Low, Sweet Chariot』を観客たちが歌った。

## 成績

### シックス・ネイションズ
2025年3月16日現在
|                                                                   | · イングランド   | · アイルランド   | · スコットランド   | · ウェールズ   | · フランス   | · イタリア   |
| ----------------------------------------------------------------- | ---------------- | ---------------- | ------------------ | -------------- | ------------ | ------------ |
| 試合数                                                            | 135              | 137              | 137                | 137            | 102          | 32           |
| 単独優勝（カッコ内は同時優勝）回数                                |                  |                  |                    |                |              |              |
|                                                                   | イングランドの旗 | アイルランドの旗 | スコットランドの旗 | ウェールズの旗 | フランスの旗 | イタリアの旗 |
| ホーム・ネイションズ時代                                          | 5 (4)            | 4 (4)            | 10 (3)             | 7 (4)          | 該当せず     | 該当せず     |
| ファイブ・ネイションズ時代                                        | 17 (6)           | 6 (5)            | 5 (6)              | 15 (8)         | 12 (8)       | 該当せず     |
| シックス・ネイションズ (現在)                                     | 7                | 6                | 0                  | 6              | 7            | 0            |
| 合計                                                              | 29 (10)          | 16 (9)           | 15 (9)             | 28 (12)        | 19 (8)       | 0 (0)        |
| グランドスラム（全勝優勝）回数                                    |                  |                  |                    |                |              |              |
|                                                                   | イングランドの旗 | アイルランドの旗 | スコットランドの旗 | ウェールズの旗 | フランスの旗 | イタリアの旗 |
| ホーム・ネイションズ時代                                          | 0                | 0                | 0                  | 2              | 該当せず     | 該当せず     |
| ファイブ・ネイションズ時代                                        | 11               | 1                | 3                  | 6              | 6            | 該当せず     |
| シックス・ネイションズ (現在)                                     | 2                | 3                | 0                  | 4              | 4            | 0            |
| 合計                                                              | 14               | 4                | 3                  | 12             | 10           | 0            |
| トリプルクラウン（ホーム・ネーションズ（英4か国）内での全勝）回数 |                  |                  |                    |                |              |              |
|                                                                   | イングランドの旗 | アイルランドの旗 | スコットランドの旗 | ウェールズの旗 | フランスの旗 | イタリアの旗 |
| ホーム・ネイションズ時代                                          | 5                | 2                | 7                  | 6              | 該当せず     | 該当せず     |
| ファイブ・ネイションズ時代                                        | 16               | 4                | 3                  | 11             | 該当せず     | 該当せず     |
| シックス・ネイションズ (現在)                                     | 5                | 8                | 0                  | 5              | 該当せず     | 該当せず     |
| 合計                                                              | 26               | 14               | 10                 | 22             | 該当せず     | 該当せず     |
| ウドゥン・スプーン（最下位チーム賞）回数                          |                  |                  |                    |                |              |              |
|                                                                   | イングランドの旗 | アイルランドの旗 | スコットランドの旗 | ウェールズの旗 | フランスの旗 | イタリアの旗 |
| ホーム・ネイションズ時代                                          | 7                | 10               | 5                  | 6              | 該当せず     | 該当せず     |
| ファイブ・ネイションズ時代                                        | 10               | 15               | 15                 | 10             | 12           | 該当せず     |
| シックス・ネイションズ (現在)                                     | 0                | 0                | 4                  | 3              | 1            | 18           |
| 合計                                                              | 17               | 25               | 24                 | 19             | 13           | 18           |

### ラグビーワールドカップ
- 1987年 - ベスト8
- 1991年 - 準優勝
- 1995年 - 4位
- 1999年 - ベスト8
- 2003年 - 優勝
- 2007年 - 準優勝
- 2011年 - ベスト8
- 2015年 - プール戦敗退
- 2019年 - 準優勝
- 2023年 - 3位
- 2027年 - 出場権獲得

## 選手

### 現在の代表
イングランド代表スコッド
- ヘッドコーチ :  スティーブ・ボーズウィック
- キャプテン : ジェイミー・ジョージ

| 選手                               | ポジション     | 誕生日 (年齢)          | キャップ | チーム                   |
| ---------------------------------- | -------------- | ---------------------- | -------- | ------------------------ |
| セオ・ダン                         | フッカー       | 2000年12月26日（24歳） | 17       | サラセンズ               |
| ジェイミー・ジョージ ()            | フッカー       | 1990年10月20日（34歳） | 101      | サラセンズ               |
| カーティス・ランドン               | フッカー       | 1997年8月3日（27歳）   | 2        | ノーサンプトン・セインツ |
| フィン・バクスター                 | プロップ       | 2002年2月12日（23歳）  | 11       | ハーレクインズ           |
| トレヴォー・ダヴィソン             | プロップ       | 1992年8月20日（32歳）  | 2        | ノーサンプトン・セインツ |
| ジョー・ヘイズ                     | プロップ       | 1999年4月13日（26歳）  | 12       | レスター・タイガース     |
| エンマニュエル・イヨガン           | プロップ       | 2000年11月24日（24歳） | 0        | ノーサンプトン・セインツ |
| アシュター・オポクフォードジョアー | プロップ       | 2004年7月16日（21歳）  | 1        | セール・シャークス       |
| ベヴァン・ロッド                   | プロップ       | 2000年8月26日（24歳）  | 7        | セール・シャークス       |
| アーサー・クラーク                 | ロック         | 2001年12月19日（23歳） | 0        | グロスター               |
| チャーリー・ユールズ               | ロック         | 1995年6月25日（30歳）  | 30       | バース                   |
| ニック・イシエクウェ               | ロック         | 1998年8月20日（26歳）  | 11       | サラセンズ               |
| アレックス・コールズ               | バックロー     | 1999年9月21日（25歳）  | 5        | ノーサンプトン・セインツ |
| チャンドラー・カニンガムサウス     | バックロー     | 2003年3月18日（22歳）  | 15       | ハーレクインズ           |
| アレックス・ドンブラント           | バックロー     | 1997年4月29日（28歳）  | 20       | ハーレクインズ           |
| テッド・ヒル                       | バックロー     | 1999年3月26日（26歳）  | 4        | バース                   |
| ジャック・カニンガム               | バックロー     | 1999年11月19日（25歳） | 0        | ハーレクインズ           |
| ガイ・ペッパー                     | バックロー     | 2003年4月21日（22歳）  | 0        | バース                   |
| サム・アンダーヒル                 | バックロー     | 1996年11月22日（28歳） | 40       | バース                   |
| トム・ウィリス                     | バックロー     | 1999年1月18日（26歳）  | 6        | サラセンズ               |
| ラッフィ・クワーク                 | スクラムハーフ | 2001年8月18日（23歳）  | 2        | セール・シャークス       |
| ベン・スペンサー                   | スクラムハーフ | 1992年7月31日（32歳）  | 8        | バース                   |
| ジャック・ヴァン・ポートヴリート   | スクラムハーフ | 2001年5月15日（24歳）  | 18       | レスター・タイガース     |
| チャーリー・アトキンソン           | フライハーフ   | 2001年10月6日（23歳）  | 0        | グロスター               |
| ジョージ・フォード                 | フライハーフ   | 1993年3月16日（32歳）  | 99       | セール・シャークス       |
| セブ・アトキンソン                 | センター       | 2002年5月21日（23歳）  | 0        | グロスター               |
| オスカル・ベアード                 | センター       | 2001年11月20日（23歳） | 0        | ハーレクインズ           |
| ルーク・ナイトモア                 | センター       | 1997年3月16日（28歳）  | 0        | ハーレクインズ           |
| マックス・オジョモー               | センター       | 2000年9月14日（24歳）  | 0        | バース                   |
| ヘンリー・スレイド                 | センター       | 1993年3月19日（32歳）  | 73       | エクセター・チーフス     |
| ジョー・カーペンター               | ウイング       | 2001年8月19日（23歳）  | 0        | セール・シャークス       |
| イマヌエル・フェイワボソ           | ウイング       | 2002年12月20日（22歳） | 10       | エクセター・チーフス     |
| ウィル・ミュア                     | ウイング       | 1995年10月30日（29歳） | 0        | バース                   |
| カダン・ムーレイ                   | ウイング       | 1999年1月31日（26歳）  | 0        | ハーレクインズ           |
| トム・ローバック                   | ウイング       | 2001年1月7日（24歳）   | 4        | セール・シャークス       |
| フレディ・スチュワード             | フルバック     | 2000年12月5日（24歳）  | 36       | レスター・タイガース     |

※所属、 キャップ数(Cap)は2025年6月25日現在

## 歴代代表選手
- ジョニー・ウィルキンソン
- ベン・コーエン
- マーティン・ジョンソン
- ジェイソン・ロビンソン
- ローレンス・ダラーリオ
- マイク・キャット
- ポール・グレーソン
- ウィル・カーリング
- マット・ドーソン
- ジェフ・パーリング
- ベン・テオ
- ジェレミー・ガスコット
- フィル・デグランビル
- ロリー・アンダーウッド
- ロブ・アンドリュー
- ジェイソン・レナード
- アンディ・シェリダン

## その他
- 2019年10月26日に行われたラグビーワールドカップ2019準決勝では、ラグビーニュージーランド代表が披露するハカに対してイングランドの選手はV字型に並ぶ行動を見せたが、後日、数人がハーフウェイラインを越えて並んでいたとして罰金処分を科せられた[25]。